# Смит, Линн
Линн Смит (англ. Leanne Smith, род. 28 мая 1987 года, Норт-Конуэй) — американская горнолыжница, участница Олимпийских игр в Ванкувере. Специализируется в скоростных дисциплинах.
В Кубке мира Смит дебютировала в 2007 году, в январе 2011 года первый раз попала в десятку лучших на этапе Кубка мира, в супергиганте. Лучшим достижением Смит в общем итоговом зачёте Кубка мира, является 30-е место в сезоне 2010/11.
На Олимпиаде-2010 в Ванкувере, стала 21-й в комбинации и 18-й в супергиганте.
За свою карьеру в чемпионатах мира участия пока не принимала.
Использует лыжи и ботинки производства фирмы Rossignol.